# 空中固件下载
FOTA（firmware over-the-air）通常譯為無線韌體更新或無線韌體升級 ，是用於智慧型手機和平板電腦的升級，包括軟件更新、韌體更新和設備管理等功能。起初，手機的韌體更新需要到設備廠商指定的服務中心進行，接收更新的另一種方法是將設備連入電腦進行升級。但這兩種方法的缺點是很不方便。因此，現在很多的移動設備製造商已經採納FOTA技術為設備進行更新。如果移動設備具有FOTA功能，移動設備製造商和運營商可以將新韌體透過網絡向設備“推送”更新訊息，這降低了韌體更新的成本，提高了消費者的滿意度。